# Ondřej Kušnír
Ondřej Kušnír, né le 5 avril 1984 à Ostrava en Tchécoslovaquie, est un footballeur international tchèque qui évolue actuellement au Dukla Prague au poste d'arrière droit.
Son père Jindřich Kušnír, a également été footballeur professionnel. Il a gagné le championnat de Tchécoslovaquie 1985-1986 avec le TJ Vítkovice, club où Ondřej a été formé.

## Carrière

### En sélection
À l'âge de 26 ans, Ondřej Kušnír joue son premier match avec l'équipe nationale de football le 3 mars 2010 lors d'un match amical contre l'Écosse. En 2009, il a été appelé par le sélectionneur, mais il n'a toutefois pas joué.